# Młodzieżowe Indywidualne Mistrzostwa Szwecji na Żużlu 2007
Młodzieżowe Indywidualne Mistrzostwa Szwecji na Żużlu 2007 – cykl turniejów żużlowych, mających wyłonić najlepszych szwedzkich żużlowców w kategorii do 21 lat, w sezonie 2007. Tytuł wywalczył Robert Pettersson.

## Finał
- Kumla, 31 sierpnia 2007

| Msc. | Zawodnik            | Klub | Pkt     |             |  |
| ---- | ------------------- | ---- | ------- | ----------- |  |
| 1    | Robert Pettersson   |      | 14 +3   | (3,3,3,3,2) |  |
| 2    | Andreas Messing     |      | 13 +2   | (3,2,3,2,3) |  |
| 3    | Ricky Kling         |      | 10 +3+1 | (2,3,t,2,3) |  |
| 4    | Simon Gustafsson    |      | 14 +w   | (3,3,2,3,3) |  |
| 5    | Linus Sundström     |      | 11 +2   | (2,3,1,3,2) |  |
| 6    | Kim Nilsson         |      | 8 +1    | (2,1,3,0,2) |  |
| 7    | Linus Eklöf         |      | 9 +d    | (1,2,0,3,3) |  |
| 8    | Robin Bergqvist     |      | 8       | (0,2,3,2,1) |  |
| 9    | Robin Törnqvist     |      | 7       | (0,2,2,2,1) |  |
| 10   | Viktor Bergström    |      | 6       | (3,0,0,1,2) |  |
| 11   | Tomas H. Jonasson   |      | 4       | (1,1,2,–,–) |  |
| 12   | rez. Jonas Messing  |      | 3       | (2,0,1)     |  |
| 13   | Christian Ingesson  |      | 3       | (1,1,0,1,0) |  |
| 14   | Anton Gothberg      |      | 3       | (0,1,1,1,0) |  |
| 15   | Dennis Andersson    |      | 3       | (1,0,1,1,d) |  |
| 16   | Billy Forsberg      |      | 2       | (2,w,–,–,–) |  |
| 17   | rez. Robin Aspegren |      | 2       | (1,w,1)     |  |
| 18   | Kim Almqvist        |      | 0       | (0,0,0,0,0) |  |

Bieg po biegu:
1. Bergström, Sundström, Ingesson, Gothberg
2. Gustafsson, Kling, Jonasson, Törnqvist
3. A.Messing, Nilsson, Eklöf, Bergqvist
4. Pettersson, Forsberg, Andersson, Almqvist
5. Kling, Eklöf, Ingesson, Almqvist
6. Pettersson, Törnqvist, Nilsson, Bergström
7. Sundström, Bergqvist, Jonasson, Forsberg (u/w)
8. Gustafsson, A.Messing, Gothberg, Andersson
9. Bergqvist, Törnqvist, Andersson, Ingesson
10. A.Messing, J.Messing, Aspegren, Bergström, Kling (t)
11. Pettersson, Gustafsson, Sundström, Eklöf
12. Nilsson, Jonasson, Gothberg, Almqvist
13. Pettersson, A.Messing, Ingesson, Aspegren (w)
14. Gustafsson, Bergqvist, Bergström, Almqvist
15. Sundström, Kling, Andersson, Nilsson
16. Eklöf, Törnqvist, Gothberg, J.Messing
17. Gustafsson, Nilsson, J.Messing, Ingesson
18. Eklöf, Bergström, Aspegren, Andersson (d)
19. A.Messing, Sundström, Törnqvist, Almqvist
20. Kling, Pettersson, Bergqvist, Gothberg
21. Półfinał (miejsca 4-7, najlepszy do finału): Kling, Sundström, Nilsson, Eklöf (d)
22. Finał (miejsca 1-3 i najlepszy z półfinału): Pettersson, Messing, Kling, Gustafsson (u/w)